# Sophrolaeliocattleya
Sophrolaeliocattleya (derivat de Sophronitis, Laelia i Cattleya, que són els seus gèneres parentals) és un grup d'hibrids artificials d'orquídies hybrids. S'abreuja com Slc. en el comerç d'orquídies. Es fan servir com planta d'interior.

## Característiques
Sophrolaeliocattleya sovint mostra la influència forta del gènere Sophronitisja que les seves flors tendeixen a tenir color del rang entre el taronja i el groc i a ser més petites i compactes com passa en el gènere Sophronitis.
L'any 2008, el gènere Sophronitis es va fusionar amb Cattleya, fent desaparèixer els nothgèneres Sophrolaeliocattleya i Sophrocattleya. Al mateix temps, diverses espècies de Cattleya molt usades en hibridació van ser desplaçades al nou gènere Guarianthe.